# Patience Ndidi Madu
Patience Ndidi Madu (* 19. August 1988) ist eine nigerianische Fußballschiedsrichterin.
Seit 2018 steht sie auf der FIFA-Liste und leitet internationale Fußballpartien.
Beim Afrika-Cup 2018 in Ghana und beim Afrika-Cup 2022 in Marokko leitete sie jeweils ein Spiel in der Gruppenphase.
Beim olympischen Fußballturnier 2020 in Rio de Janeiro wurde Madu als Unterstützungsschiedsrichterin eingesetzt.